# Азия (линейный корабль, 1768)
«Азия» — парусный линейный корабль Балтийского флота Российской империи, один из кораблей типа «Пётр Второй», участник русско-турецкой войны 1768—1774 годов в составе третьей Архипелагской эскадры, пропал без вести во время войны.

## Описание судна
Один из девятнадцати парусных 54-пушечных линейных кораблей типа «Пётр II», строившихся с 1724 по 1768 год на верфях Архангельска и Санкт-Петербурга. Всего в рамках серии было построено девятнадцать линейных кораблей.
Длина корабля по сведениям из различных источников составляла 43,57—43,6 метра, ширина от 11,6 до 11,7 метра, а осадка от 5,1 до 5,5 метра. Вооружение судна составляли 54 орудия, включавшие восемнадцати-, восьми- и четырёхфунтовые пушки, а экипаж мог достигать 440 человек.

## История службы
Линейный корабль «Азия» был заложен на Соломбальской верфи 27 февраля (9 марта) 1764 года и после спуска на воду 13 (24) мая 1768 года вошёл в состав Балтийского флота России. Строительство корабля вёл обер-сарваер полковничьего ранга И. В. Ямес.
С июля по октябрь 1768 года совершил переход из Архангельска в Кронштадт.
Принимал участие в русско-турецкой войне 1768—1774 годов. В кампанию 1769 года с июня по октябрь принимал участие в крейсерском плавании эскадры кораблей Балтийского флота в Балтийском море, в том числе в августе участвовал в обеспечении перехода первой Архипелагской эскадры до Копенгагена.
В кампанию 1770 года вошёл в состав третьей Архипелагской эскадры под командование контр-адмирала И. Н. Арфа, состоящей из трёх линейных кораблей, 13 транспортов и трёх палубных ботов. Корабли эскадры 15 (26) июня вышли из Ревеля и, пройдя по маршруту Копенгаген — пролив Ла-Манш — Гибралтар — Порт-Магон — Сицилия, 25 декабря 1770 (5 января 1771) года пришли в Аузу. В кампанию следующего 1771 года корабль в составе той же эскадры перешёл к острову Миконо, после чего до ноября принимал участие в крейсерских плаваниях отрядов и эскадр кораблей российского флота в Архипелаге, помимо этого в апреле участвовал в блокаде Дарданелл, а с 1 (12) по 5 (16) ноября в составе эскадры адмирала Г. А. Спиридова — в бомбардировке турецкой крепости Митилини и высадке десанта, который штурмовал эту крепость.
В кампанию 1772 года с февраля по август принимал участие в блокаде Дарданелл в составе отряда под командованием контр-адмирала А. В. Елманова. В октябре и ноябре находился в Аузе на килевании. 5 (16) декабря вновь пришёл к Дарданеллам и присоединился к эскадре контр-адмирала С. К. Грейга, которая осуществляла блокаду пролива.
7 (18) февраля 1773 года корабль ушёл от острова Миконо и, взяв курс по направлению к острову Имбро, пропал без вести. Позже к острову Миконо прибило бизань-мачту корабля и несколько его обломков, никто из 349 членов экипажа, находившихся в то время на борту, найден не был. Весь экипаж был признан погибшим во время кораблекрушения.

## Командиры корабля
Командирами линейного корабля «Азия» в разное время служили:
- капитан 2-го ранга Т. А. Ахматов (1768 год)[8];
- капитан 2-го ранга, а затем капитан 1-го ранга Н. В. Толбузин (1769—1773 годы)[9].

### Комментарии
1. ↑  Также в серию входили линейные корабли «Пётр Второй» (головной корабль проекта), «Выборг», «Новая Надежда», «Северная Звезда», «Азов», «Астрахань», «Святой Андрей», «Кронштадт», «Святой Пантелеймон», «Святой Исаакий», «Святой Николай», «Шлиссельбург», два корабля «Нептунус» 1736 и 1758 годов постройки, два корабля «Город Архангельск» 1735 и 1761 годов постройки и два корабля «Варахаил» 1749 и 1752 годов постройки.
2. ↑  143 фута.
3. ↑  38 футов.
4. ↑  16 футов 7 дюймов.
5. ↑  «Святой Георгий Победоносец», «Всеволод» и «Азия».
6. ↑  По поводу прибытия эскадры в Аузу граф А. Г. Орлов доносил императрице следующее: 

контр-адмирал Арф столь легошенько пришёл, как корабли наши и в Балтийском море не ходят; нужные вещи в Ревеле оставил и провиантов только на три месяца взял...
7. ↑  В том числе между островами Метелино и Тенедос.